# Novembre 1815

## Événements
- 5 novembre : victoire espagnole sur les insurgés mexicains à la bataille de Temalaca. Le général José María Morelos est fait prisonnier et fusillé le 22 décembre[1].

- 6 novembre : ouverture de l'École polytechnique de Vienne dirigée jusqu’en 1850 par Johann Joseph von Prechtl (de)[2].

- 20 novembre :
  - Le Royaume-Uni rejoint la Sainte-Alliance qui devient ainsi la Quadruple-Alliance. Elle unit les alliés pour combattre dans toute l’Europe les « principes révolutionnaires ».
  - Second traité de Paris signé par Richelieu : plus dur que le traité de 1814 ; la France retrouve à peu près les frontières de 1789. Elle perd le reste de la Savoie et ses enclaves de Philippeville, Marienbourg et Bouillon, qui passent au Royaume des Pays-Bas, de Sarrelouis et Sarrebruck (à la Prusse) et de Landau (à la Bavière). Elle doit payer une contribution de guerre de 700 millions et payer l’occupation de son territoire par 150 000 hommes des armées coalisées, prévue pour cinq ans (juin). Le traité prévoit la coopération de l’Autriche, du Royaume-Uni, de la Prusse et de la Russie au cas où Napoléon ou un Bonaparte voudrait remonter sur le trône.
  - Pictet de Rochemont, un diplomate helvétique, rédige l’« Acte de reconnaissance de la neutralité perpétuelle de la Suisse » signé bientôt par tous les gouvernements d’Europe[3].

- 27 novembre (15 novembre du calendrier julien) : Alexandre Ier de Russie accorde au nouveau royaume de Pologne une constitution libérale mise au point par Czartoryski. Le royaume de Pologne est lié par une union personnelle à l’empire russe. Il dispose d’une diète élue, d’un gouvernement et d’une armée. Constantin, frère du tsar, devient général en chef de l'armée polonaise[4].

- 28 novembre, Guerre d'indépendance de l'Argentine : victoire espagnole sur les patriotes du Río de la Plata à la bataille de Sipe-Sipe, en Bolivie[5].

## Naissances
- 2 novembre : George Boole (mort en 1864), logicien, mathématicien et philosophe britannique.
- 12 novembre : Elisabeth C. Stanton, militante féministe américaine († 1902).
- 17 novembre : Martin Nadaud, homme politique français († 1898).

Date inconnue
- Albert Billeter (mort en 1894), horloger suisse

## Décès
- 9 novembre : Giuseppe Bossi : peintre italien (° 11 août 1777).